# شینجی ناکای
شینجی ناکای (انگلیسی: Shinji Nakae; ۲۰ آوریل ۱۹۳۵ – ۲۸ ژوئن ۲۰۰۷) صداپیشگی در ژاپن، و بازیگر اهل ژاپن بود. وی بین سال‌های ۱۹۵۸ تا ۲۰۰۷ میلادی فعالیت می‌کرد.